# Paisatge (Antoni Samarra, 1912)
Paisatge és una de les obres més celebrades d'Antoni Samarra i Tugues, un artista força maltractat per la crítica més conservadora del seu temps tot i trobar-se alineat amb les propostes estètiques més progressistes del moment gràcies a la seva original manera de pintar, a vegades propera als plantejaments fauves.
L'obra presenta una vista de Juncosa de les Garrigues pels volts de 1912, poc abans de l'Exposició d'Artistes Lleidatans que va tenir lloc a Lleida durant el mes de maig amb motiu de la festa major. Amb aquesta pintura Samarra presenta una clara evolució cap a un postmodernisme impregnat d'un expressionisme molt particular, tot i no connectar amb els plantejaments artístics més vigents d'aquell moment, encarrilats vers el Noucentisme.
Samarra era especialment procliu a elaborar paisatges despullats de detalls, i se'n servia com un pretext per desenvolupar una pinzellada impactant, de gran consistència, que aporta relleu a la tela. En aquest paisatge predominen els colors càlids, i destaca especialment el contrast entre les zones de llum i obra, pintades, aquestes darreres, emprant tonalitats lila en lloc dels típics tons grisos i foscos. L'obra ha format part de la col·lecció del Museu d'Art Jaume Morera des de 1929, gràcies a una donació per part de les germanes de l'artista.